# اسکایلر اسپنس
رایان دروبرتیس (به انگلیسی: Ryan DeRobertis) (متولد ۲ فوریه ۱۹۹۳ که با نام هنری اسکایلر اسپنس (به انگلیسی: Skylar Spence) و قبلاً سنت پپسی (به انگلیسی: Saint Pepsi) شناخته می‌شود) خوانندهٔ و ترانه‌سرای سبک الکترونیک می‌باشد. وی در فرمینگویلل نیویورک بزرگ شد و در کالج بوستون برای دو سال در رشته موسیقی تحصیل کرده‌است. پروژهٔ موسیقی الکترونیک او با نام سنت پپسی در دسامبر ۲۰۱۲ آغاز شد. او به عنوان سنت پپسی هشتمین آلبوم استودیویی خود را در مارس ۲۰۱۳ انتشار کرد. او هم‌اکنون ساکن بروکلین نیویورک است.